# Cerebratulus hepaticus
Cerebratulus hepaticus är en djurart som tillhör fylumet slemmaskar, och som beskrevs av Ambrosius Arnold Willem Hubrecht 1879. Cerebratulus hepaticus ingår i släktet fläsknemertiner, och familjen Cerebratulidae. Inga underarter finns listade i Catalogue of Life.